# Castell de Banyeres
El castell de Banyeres és un edifici de Banyeres del Penedès (Baix Penedès) declarat bé cultural d'interès nacional.

## Descripció
En roman part d'una torre situada al cim del puig, parcialment enderrocada. Tenia una estructura cilíndrica de la qual resta menys de la meitat. És feta de paredat amb carreus irregulars. Té una alçada aproximada de 12 m.

## Història
La primera referència escrita de la torre de guàrdia de Banyeres és del 938, a la confirmació de les possessions de Lluís d'Ultramar. L'any 988 el rei Lotari assignà al monestir de Sant Cugat el domini de la torre i d'altres castells. En el turó del Puig s'ha trobat restes de ceràmica musulmana, la qual cosa originà dues hipòtesi: el lloc fou ocupat pels sarraïns o bé la ceràmica hi arribà gràcies al comerç. L'any 1032 el bisbe Guadall va atorgar com a feu el "castell de Banyeres" a Mir Llop Sanç. Els Banyers eixamplaren els seus dominis (l'Albornar, Tomoví, Albinyana), que obtingueren en feu de Sant Cugat durant el segle xi. El 1177 el bisbe de Barcelona pledejà contra Guisla de Banyers per usurpació dels drets que la mitra tenia en aquest castell. El 1371 el castell passà al patrimoni reial. Al segle xvii, el castell i el lloc de Banyeres encara pertanyien a la corona.